# Mr. Nobody Against Putin
Mr. Nobody Against Putin är en dokumentärfilm från 2025 regisserad av David Borenstein. 
Mr. Nobody Against Putin filmades under en period av två år av Pavel Talankin, fotograf och evenemangskoordinator på en skola i Karabasj.
Pavel Talankin började dokumentera skolans aktiviteter efter den ryska invasionen av Ukraina 2022, då regeringen började kräva att skolor skulle hålla regelbundna "patriotiska uppvisningar" och använda en statligt skriven läroplan för att rättfärdiga invasionen för eleverna. 
Samtidigt införde regeringen ett krav på att ladda upp filmmaterial från dessa uppvisningar till en statlig portal, detta gjorde det möjligt för Talankin att filma möten, lektioner och besökare till skolan utan att väcka misstankar.
Talankin planerade initialt att avgå för att undvika att stödja den ryska regeringen, men efter att ha kontaktat dokumentärens producent drog han tillbaka sin avskedsansökan för att fortsätta samla in filmmaterial.
| ”                               | Med en kamera som enda vapen gör en rysk lärare uppror mot Putins allt mer påträngande patriotiska propaganda efter invasionen av Ukraina. Pavel Talankins melankoliska, men samtidigt upplyftande, videodagbok ger en unik inblick i den pågående hjärntvätten av ett helt folk. | „ |
| – Fredrik Sahlin, filmrecensent | |   |

Filmen fick World Cinema Documentary Special Jury Award vid Sundance Film Festival i januari 2025. 